# Kholm
Kholm, eller Khulm, (persiska: خُلم) är en stad i provinsen Balkh i Afghanistan. Staden hade 48 300 invånare år 2013.
Staden kallades under en period Tashqurghan (تاشقُرغان), som betyder Stenfortet, och var till in på 1920-talet en viktig station på Sidenvägen. Delar av bazaaren förstördes vid en jordbävning 1976, och under krigshandlingar omkring två decennier senare.
Stadens befolkning är blandad. Tadzjiker dominerar följt av uzbeker och inflyttade pashtuner.